# Воробкевич, Григорий Иванович
Григорий Иванович Воробкевич (укр. Григо́рій Іва́нович Воробке́вич; 10 января 1838, Черновцы — 24 ноября 1884, там же)
— украинский поэт, прозаик, композитор, общественный деятель Буковины.
Литературный псевдоним — Наум Шрам.

## Биография
Григорий Воробкевич — младший брат писателя Исидора Воробкевича, родился в Черновцах в семье преподавателя философии городского лицея и духовной семинарии. Его предки проживали на румынских и литовских территориях. Из-за преследований православных, в XVIII веке переселились на Буковину.
Оставшись в детстве круглым сиротой, он вместе с сестрой Аполлонией и старшим братом Сидором воспитывался дедом Михаилом Воробкевичем, который был священником в г. Кицмань. Здесь получил начальное образование, затем учился в Черновцах в гимназии и духовной семинарии.
После окончания учёбы рукоположён священником и в 1860 получил приход в с. Горошовцы, где занимался просвещением крестьян и защищал их интересы. В это период начал писать прозу, сочинял стихи на украинском языке.
Позже служил во Львове. В 1870 году из-за преследований австрийских властей был вынужден вернуться в Черновцы. Стал спиритуалом (наставником) в духовной семинарии. С 1872, кроме Закона Божьего, преподавал всемирную историю и географию в Черновицком высшем реальном училище.
Сыграл заметную роль в общественной и культурной жизни буковинского края. С момента возникновения общества «Русская беседа» принадлежал к его радикальной части.
Г. Воробкевич — автор стихов элегически-тоскливого настроения, связанного с ранней смертью жены и собственной болезнью, стихов и поэм на исторические темы, источником для которых были исследования Николая Костомарова (поэма «Берестечко» (1869), «Проклятая колодец» (1883), «Моему любезному брату…» (1877) и др.).
Его стихи печатались в галицкой и буковинской прессе («Буковинская зоря», альманах «Руська хата» и др.). Стихотворение «Сон» Иван Франко поместил в антологию украинской лирики «Аккорды» .
В 1904 году по постановлению черновицкой «Русской беседы» вышел сборник его произведений «Поэзии» с предисловием Осипа Маковея.
Сочинил музыку к стихам своего брата Исидора, в результате чего появился сборник песен, популярных в народе.